# 반포 나들목
반포 나들목(Banpo IC)은 서울특별시 서초구 반포동에 설치된 경부간선도로의 교차로이자 과거 경부고속도로의 51번 교차로였다. 2002년 12월 5일 경부고속도로 구간 단축에 따라 고속도로 지정에서 해제되었다. 나들목 인근에 사평역이 있다.
서울고속버스터미널을 출발하는 고속버스 노선들이 양방향으로 이 나들목을 이용하며, 센트럴시티로 가는 버스들은 센트럴시티로 들어올 때만 이 나들목으로 빠져나온다. 따라서 상습 정체 지역 중 하나다.

## 연혁
- 1968년 12월 21일 : 경부고속도로 서울 ~ 수원 구간 개통에 따라 영업 개시[1]
- 2002년 12월 5일 : 경부고속도로 양재 나들목 ~ 한남대교 구간 단축으로 고속도로 지정 해제[2]

## 구조물 정보
- 위치: 서울특별시 서초구 반포동

## 접속하는 도로
- 사평대로